# Bruce Joel Rubin
Bruce Joel Rubin (* 10. März 1943 in Detroit, Michigan) ist ein US-amerikanischer Drehbuchautor, Filmproduzent und Filmregisseur.

## Filmschaffen
Rubin gilt als Autor von einfühlsamen Spielfilmen, wie auch rasanter Actionverfilmungen.
So schrieb er das Drehbuch zu Ghost – Nachricht von Sam, wofür er bei der Oscarverleihung 1991 einen Oscar in der Kategorie Bestes Originaldrehbuch erhielt.
Mein Leben für dich aus dem Jahr 1993 bildete Rubins bisher einzige Regiearbeit. Den Film mit Michael Keaton in der Hauptrolle schrieb und produzierte er.
In der letzten Zeit waren Deep Impact und Stuart Little 2 bekanntere Filme Rubins.

## Privates
Sein Privatleben versucht Rubin sehr bewusst zu leben. So verbrachte er knapp 1½ Jahre in Tibet und Indien in der Abgeschiedenheit eines dortigen Klosters.
Er ist mit Blanche Mallins verheiratet.

## Filmografie (Auswahl)
- 1990: Ghost – Nachricht von Sam (Ghost)
- 1990: Jacob’s Ladder – In der Gewalt des Jenseits (Jacob’s Ladder)
- 1991: Getäuscht (Deceived)
- 1993: Mein Leben für dich (My Life)
- 1998: Deep Impact
- 2002: Stuart Little 2
- 2007: Mimzy – Meine Freundin aus der Zukunft (The Last Mimzy)
- 2009: Die Frau des Zeitreisenden (The Time Traveler’s Wife)

## Filmpreise
- 1 Oscar für Ghost – Nachricht von Sam
- 1 Saturn-Award-Nominierung für Ghost – Nachricht von Sam
- 1 WGA-Award-Nominierung für Ghost – Nachricht von Sam
- 1 BAFTA -Nominierung für Ghost – Nachricht von Sam